# Gråhajartade hajar
Gråhajartade hajar eller Ögonlockhajar (Carcharhiniformes) är den största ordningen av hajar med över 292 arter. Arterna i ordningen kännetecknas av två ryggfenor, en stjärtfena, ett membran som täcker ögongloben (ögonlock) samt fem gälöppningar. Namnet gråhajartade hajar syftar till den svenska arten gråhaj. Ordningens säregna morfologi utgörs av de blinkande ögonlocken. 
Ögonlockhajarna utgör den mest disparata nulevande ordningen av hajar och även mest omfattande  utbredningen. Ögonlockhajarna har en dominerande ställning i de tropiska haven som mesopredatorer eller toppredatorer. Flera arter är betydelsefulla för korallrevens ekosystem. Ögonlockhajar är generalister och flera arter är farliga för människan under särskilda situationer.  De arter som oftast associeras med hajangrepp inom denna ordning är tigerhaj och tjurhaj. Flera arter ekonomiskt betydelsefulla.